# Listă de scriitori de limbă germană/J

## Ja - Jag
- Hendrik Jackson (n. 1971)
- Heinrich Eduard Jacob (1889–1967)
- Friedrich Heinrich Jacobi (1743–1819)
- Johann Georg Jacobi (1740–1814)
- Ludwig Jacobowski (1868–1900)
- Steffen Jacobs (n. 1968)
- Emil Jacobsen (1836–1911)
- Friedrich Jacobsen (1853–1919)
- Johannes Jacobsen (1854–1917)
- Eduard Jacobson (1833–1897)
- Leopold Jacoby (1840–1895)
- Sophie Jacot de Combes (1879–1941)
- Norbert Jacques (1880–1954)
- Heino Jaeger (1938–1997)
- Henry Jaeger (1927–2000)
- Urs Jaeggi (n. 1931)
- Karl Jaenicke (1849–1903)
- Horst Jäger (1928)
- Wilhelm Jäger (1822–1892)
- Otto Jägersberg (n. 1942)

## Jah - Jaz
- Margarete Jähne (1883–1939)
- Moritz Jahn (1884–1979)
- Reinhard Jahn (n. 1955)
- Hans Henny Jahnn (1894–1959)
- Gebhard Jakob (1878–?)
- Karl-Heinz Jakobs (n. 1929)
- Christoph Janacs (n. 1955)
- Ernst Jandl (1925–2000)
- Hermann Jandl (n. 1932)
- Robert Janecke (1891–?)
- Ottokar Janetschek (1884–1963)
- Eduard Janinski (1805–1876)
- Hans Janitschek (1934–2008)
- Maria Janitschek (1859–1927)
- Josef W. Janker (n. 1922)
- Martin Jankowski (n. 1965)
- Doris Jannausch (n. 1925)
- Felix Janoske (1872–1928)
- Franz Janowitz (1892–1917)
- Erich Jansen (1897–1968)
- Hanna Jansen (n. 1946)
- Johannes Jansen (n. 1966)
- Werner Jansen (1890–1943)
- Hans Janson (1880–1949)
- Albrecht Janssen (1886–1972)
- Elisabeth von Janstein (1891–1944)
- Rudolf Jacquemien (1908–1992)
- Micaela Jary (n. 1956)
- Bruno Jaschke (n. 1958)
- Gerhard Jaschke (n. 1949)
- Wilhelm Jaspert (1901–1941)
- Wilhelm Jastram (1860–1936)
- Jānis Jaunsudrabiņš (1877–1962)

## Je - Ji
- Franz Jedrzejewski (1895–1931)
- Johannes Jegerlehner (1871–1937)
- Volker Jehle (n. 1954)
- Thomas Jeier (n. 1947)
- Aloys Isidor Jeitteles (1794–1858)
- Elfriede Jelinek (1946)
- Oskar Jellinek (1886–1949)
- Mirko Jelusich (1886–1969)
- Manfred Jendryschik (1943)
- Otmar Jenner (n. 1958)
- Rudolf Christoph Jenny (1858–1917)
- Zoe Jenny (n. 1974)
- Ina Jens (1880–1945)
- Walter Jens (n. 1923)
- Marcus Jensen (n. 1967)
- Silke Jensen (n. 1946)
- Wilhelm Jensen (1837–1911)
- Bernd Jentzsch (n. 1940)
- Eduard Jerrmann (1798–1859)
- Oscar Jerschke (1861–1928)
- Else Jerusalem (1877–1942)
- Wolfgang Jeschke (n. 1936)
- Bernhard Jessen (1886–1909)
- Heinz-Werner Jezewski (1958)
- Otto Fritz Jickeli (1888–1960)
- Ernst Jirgal (1905–1956)
- Reinhard Jirgl (n. 1953)

## Jo
- Herbert Jobst (1915–1990)
- Carl Gustav Jochmann (1789–1830)
- Ernst Jockers (1887–?)
- Alfred E. Johann, de fapt Alfred Ernst Johann Wollschläger (1901–1996)
- Johann von Soest (Autor) (1448–1506)
- Johannes von Tepl (~1350–1414)
- Norbert Johannimloh (1930)
- Albert Johannsen (1850–1909)
- Christa Johannsen (1914–1981)
- Erich Johannsen (1862–1938)
- Albrecht von Johansdorf
- Hanna Johansen (n. 1939)
- Kirsten John (n. 1966)
- Uwe Johnson (1934–1984)
- Wolfgang Joho (1908–1991)
- Hanns Johst (1890–1978)
- Anna Maria Jokl (1911–2001)
- Peter Jokostra (1912−2007)
- Anna Jonas (n. 1944)
- Heinrich Jonas (1840–1905)
- Gert Jonke (1946–2009)
- Manfred Jordan (1929-1996)
- Wilhelm Jordan (1819–1904)
- Gustav Jördens (1785–1834)
- Franzi Jörg (1900–?)
- Frank Michael Jork (n. 1959)
- Elisabeth Josephi (1888–?)
- Eduard Jost (1837–1902)

## Ju
- Igna Maria Jünemann
- Alexander Jung (1799–1884)
- Cläre M. Jung (1892–1981)
- Franz Jung (1888–1963)
- Michael von Jung (1781–1858)
- Peter Jung (1887–1966)
- Ricarda Junge (n. 1979)
- Ernst Jünger (1895–1998)
- Friedrich Georg Jünger (1898–1977)
- Johann Friedrich Jünger (1759–1797)
- Sophie Junghans (1845–1907)
- Hans Josef Jungheim (n. 1927)
- Peter Stephan Jungk (n. 1952)
- Robert Jungk (1913–1994)
- Ernst Jungmann (1851–?)
- Max Jungnickel (1890–1945)
- Antonie Jüngst (1843–1918)
- Hugo Carl Jüngst (1871–1942)
- Johann Heinrich Jung-Stilling, de fapt Johann Heinrich Jung (1740–1817)
- Helmut Junker (n. 1934)
- Ludwig Jürgens (1893–1966)
- Manfred Jurgensen (n. 1940)
- Hanne F. Juritz (n. 1942)
- Marielouise Jurreit (n. 1941)
- Jana Jürß (n. 1970)
- Horst Jüssen (1941–2008)
- Richard Jüterbock (1829–1897)